# Simo-kama
Koordinaten: 69° 16′ S, 39° 45′ O
Simo-kama (japanisch 下釜 Unterer Kessel) ist eine halbkreisförmige Depression an der Prinz-Harald-Küste des ostantarktischen Königin-Maud-Lands. Sie liegt auf der Westseite des südlichen Teils der Langhovde. Die Depression Kami-kama liegt in ihrem oberen Abschnitt.
Japanische Wissenschaftler kartierten sie anhand von Vermessungen und Luftaufnahmen aus den Jahren zwischen 1957 und 1962. Die Benennung erfolgte 1972.